# Detlef Hofmann

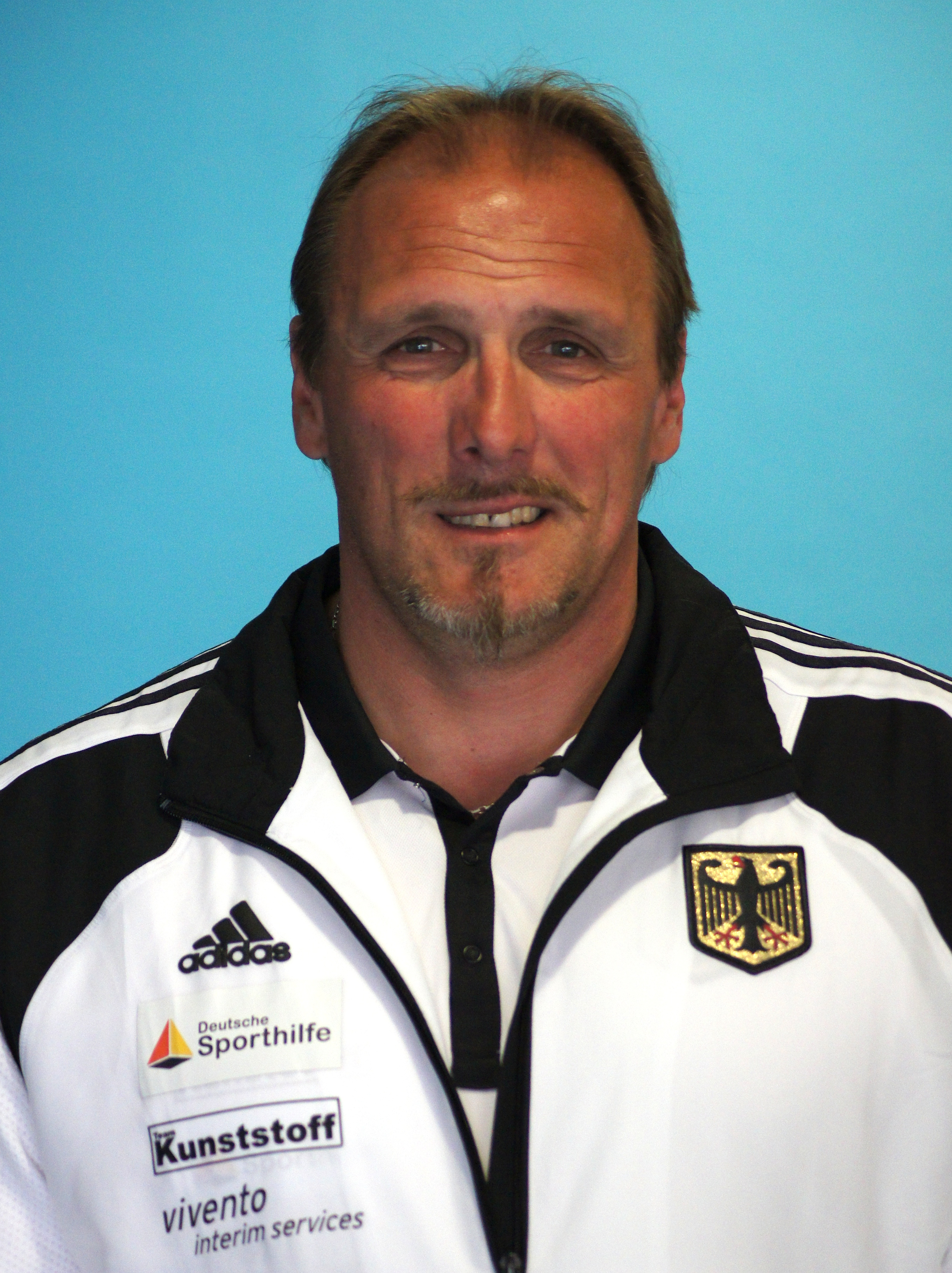
Detlef Hofmann, 2012

Detlef Hofmann (* 12. November 1963 in Karlsruhe) ist ein ehemaliger deutscher Kanute und jetziger Kanutrainer.
Der Kanurennsportler des WSV Mannheim-Sandhofen wurde bei den Olympischen Spielen in Atlanta 1996 Olympiasieger im Vierer-Kajak über 1000 m und beendete anschließend seine Karriere. Bis 1992 war er Athletensprecher der deutschen Nationalmannschaft Kanurennsport. Er wurde siebenmal Weltmeister und 19 Mal Deutscher Meister.
Vor den Olympischen Spielen 1992 wurde Hofmann des Dopings überführt und erhielt dafür eine zweijährige Wettkampfsperre.
Hofmann wurde nach dem Ende seiner sportlichen Laufbahn als Trainer tätig – zunächst als Vereinstrainer bei den Rheinbrüdern Karlsruhe, seit 2001 steht er beim Deutschen Kanu-Verband als Bundestrainer unter Vertrag. Seit 2004 sitzt er für die CDU im Stadtrat von Karlsruhe.